# Nabroiło się
Nabroiło się – utwór zespołu Voo Voo. Pierwotnie ukazał się on na płycie Płyta z muzyką oraz w formie remiksów i w wykonaniach koncertowych na towarzyszących jej singlach: Dwójnia i Nabroiło się. W wersji koncertowej ukazał się również na nieoficjalnej płycie Płyta klubowa 3 a w orkiestrowej aranżacji Mateusza Pospieszalskiego na płycie 21 (z Orkiestrą Aukso).

## Singel

### Lista utworów
| 1. | "Nabroiło się" - LP version | 4:01  |
|    | - Wojciech Waglewski - muzyka i słowa - wersja z Płyty z muzyką |       |
| 2. | "Nabroiło się" - Live version | 5:16  |
|    | - Wojciech Waglewski - muzyka i słowa - wersja z Koncertu Wielkanocnego Wielkiej Orkiestry Świątecznej Pomocy nagrana z udziałem Chóru i Orkiestry Teatru Wielkiego pod dyr. Wojciecha Michniewskiego |       |
| 3. | "Nabroiło się" - remix DJ M.A.D. | 2:51  |
|    | - Wojciech Waglewski - muzyka i słowa - DJ M.A.D. - remiks |       |
| 4. | "Kokoryn I" - Voo Voo i Jan Peszek | 1:55  |
|    | - Mateusz Pospieszalski - muzyka - Krzysztof Nogieć - słowa - Jan Peszek - głos ludzki |       |
|    | | 14:03 |
|    | |       |

### Twórcy
Voo Voo w składzie:
- Wojciech Waglewski
- Mateusz Pospieszalski
- Piotr "Stopa" Żyżelewicz
- Karim Martusewicz

Kwartet Smyczkowy Kwadrat w składzie:
- Grzegorz Lalek
- Marta Kwaśniak-Orzęcka
- Roman Protasik
- Patryk Rogoziński

Nagrań studyjnych dokonano w drewnianym spichlerzu w Janowcu nad Wisłą oraz w Media Studio w Warszawie.
- Piotr "Dziki" Chancewicz - realizacja
- Leszek Kamiński - mix i mastering
- Julita Emanuiłow - mastering
- Zbigniew Stelmasiak - mastering